# Salix lasiolepis
Salix lasiolepis är en videväxtart som beskrevs av George Bentham. Salix lasiolepis ingår i släktet viden, och familjen videväxter. Utöver nominatformen finns också underarten S. l. bigelovii.

## Bildgalleri

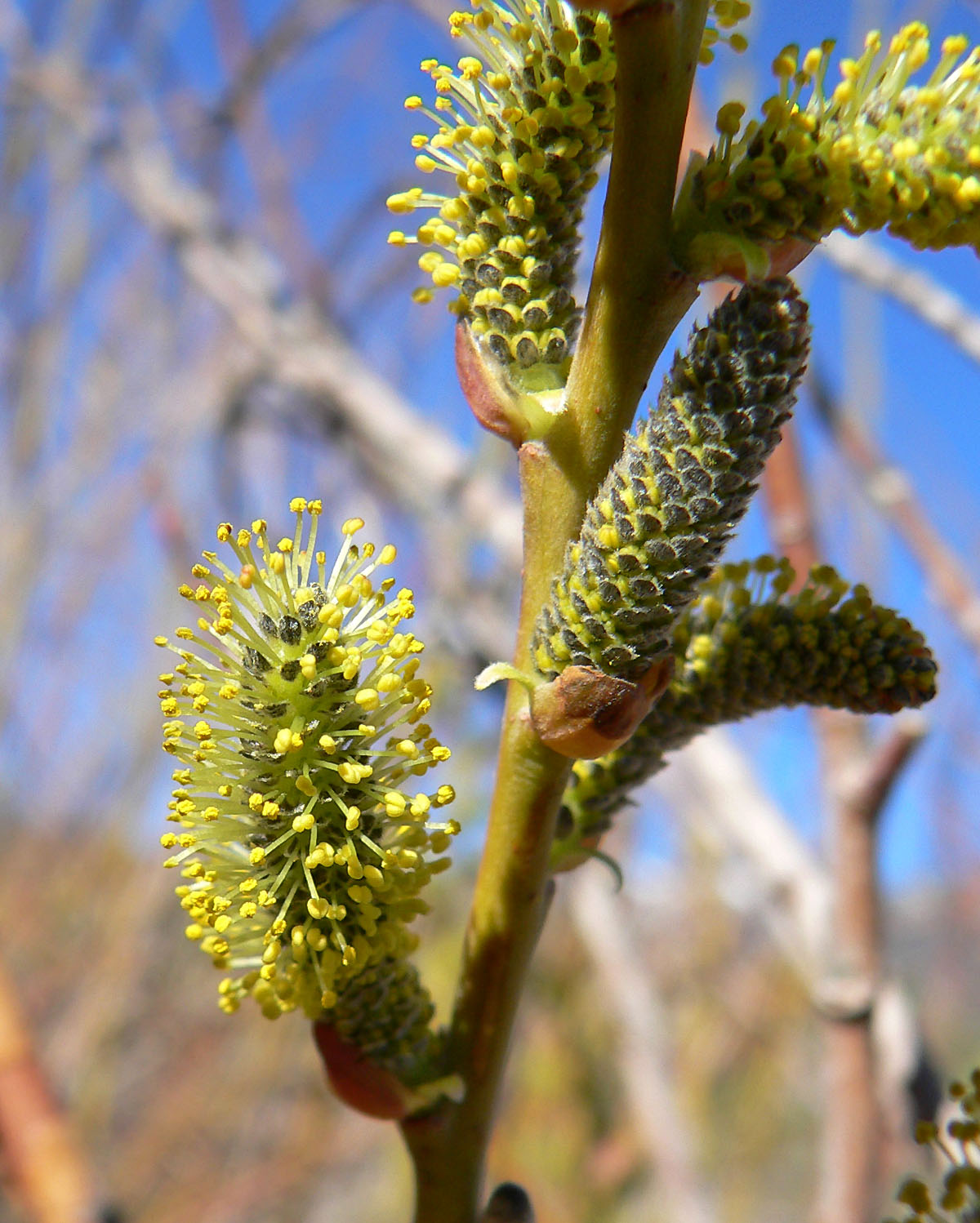
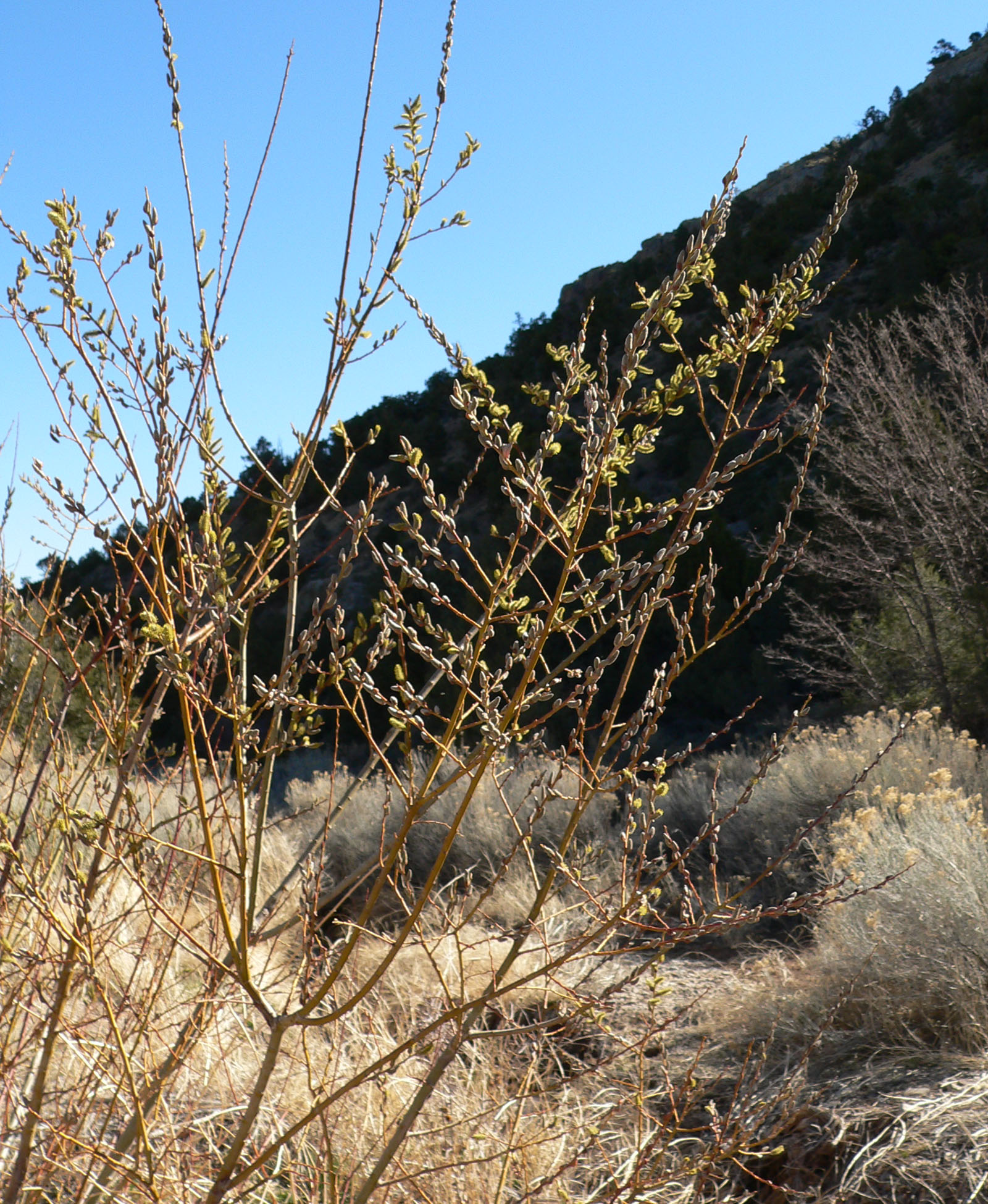
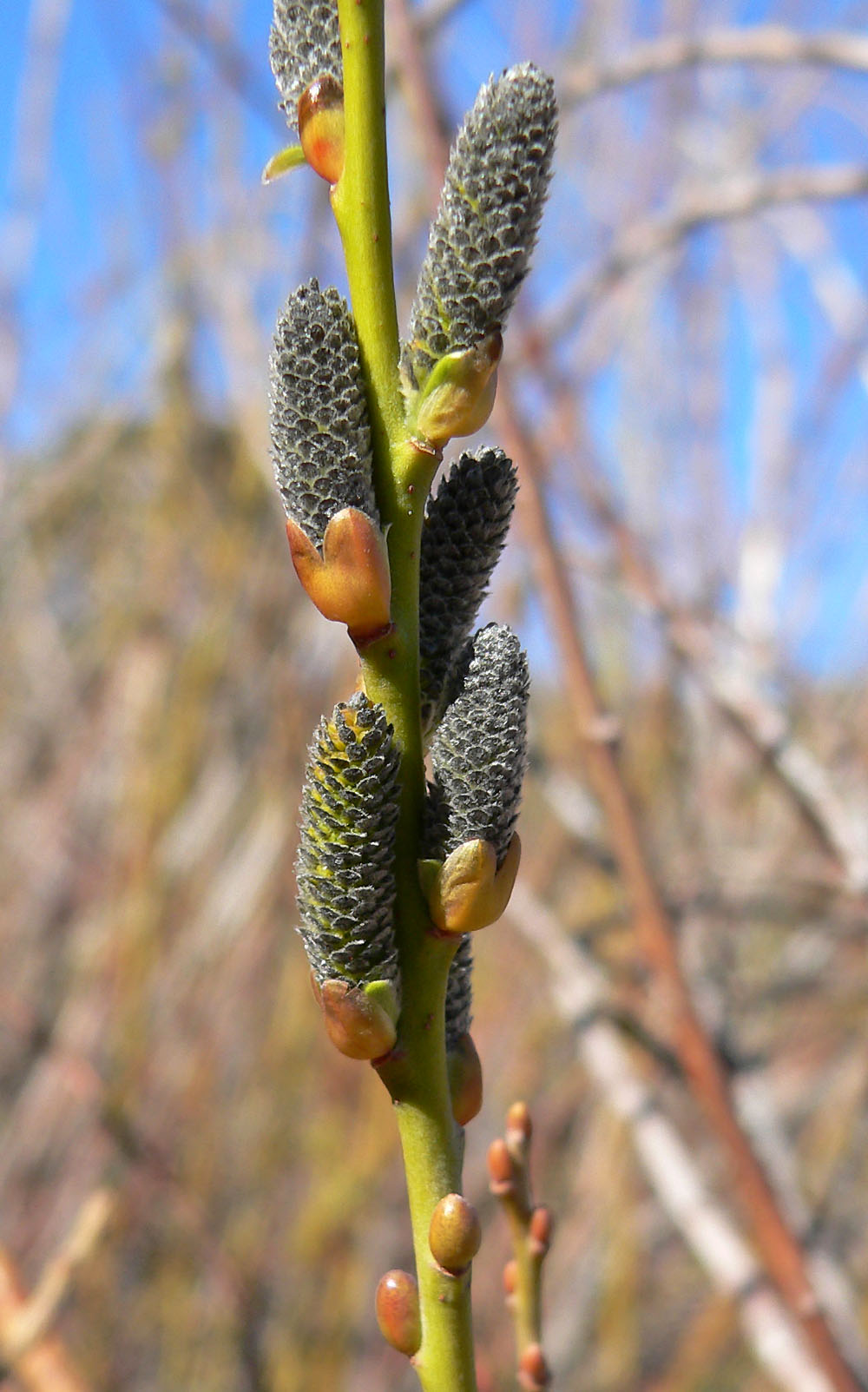
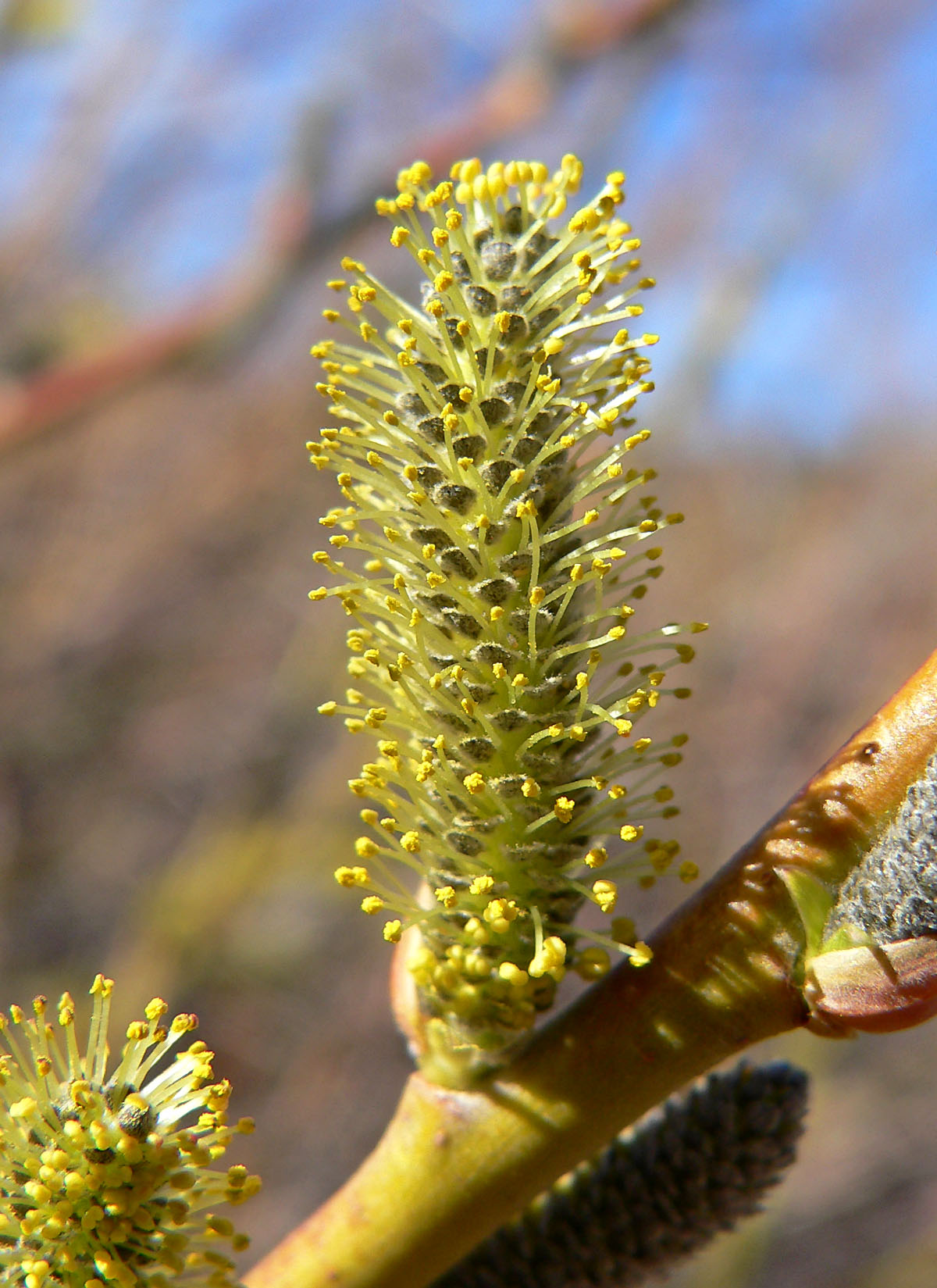
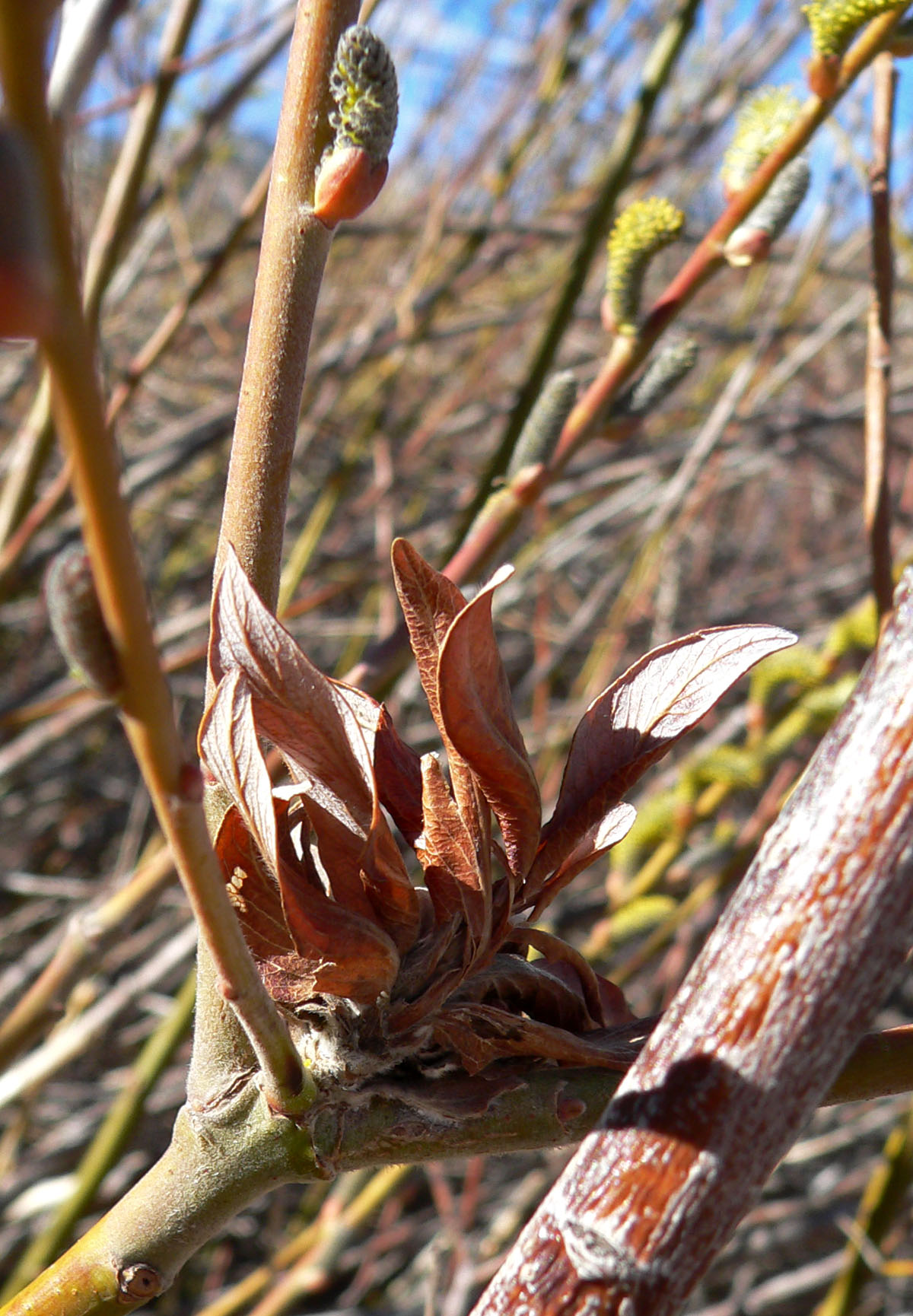
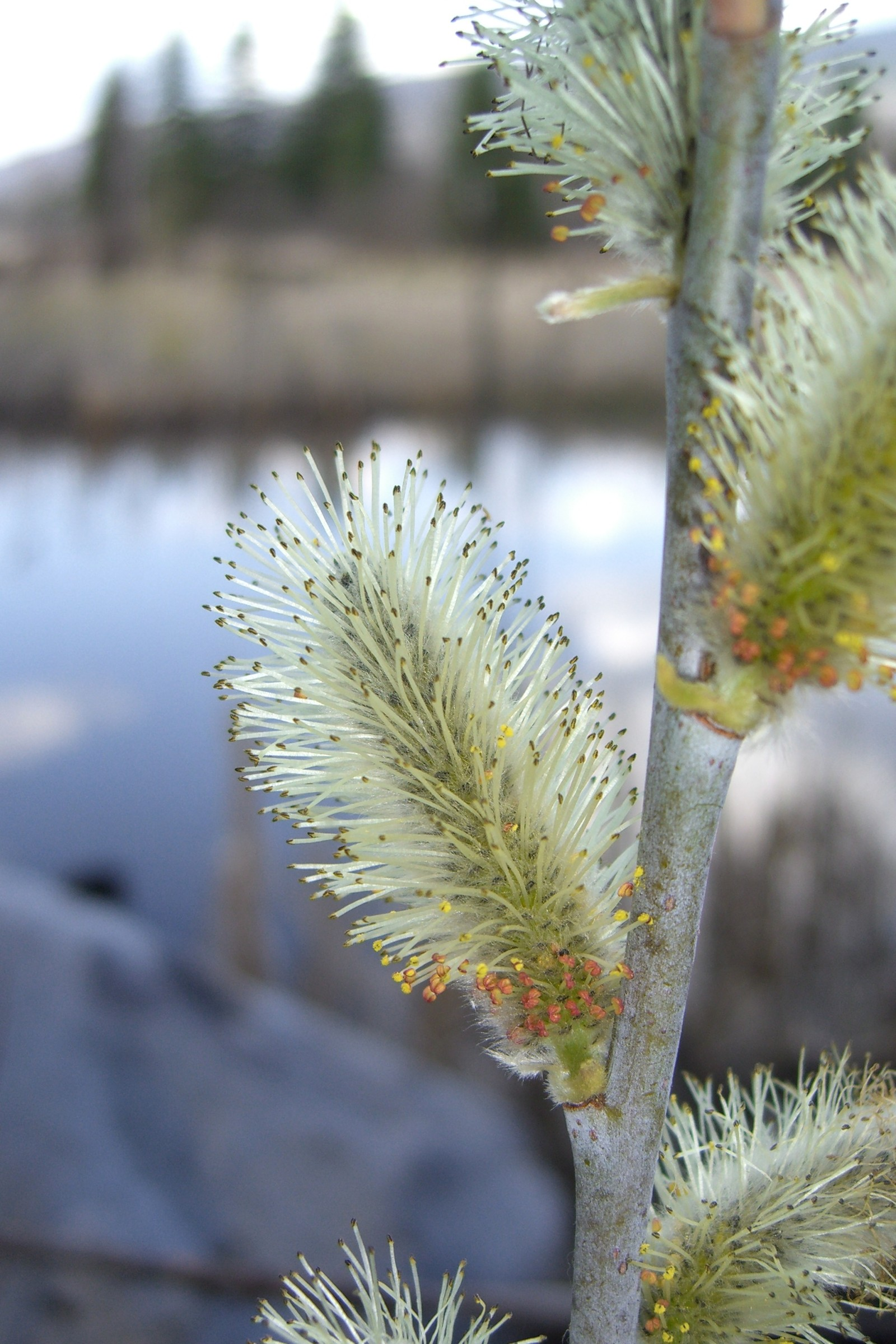